# Марлене Щреерувиц
Марлене Щреерувиц (на немски: Marlene Streeruwitz) е австрийска писателка и режисьорка. Живее във Виена, Лондон и Ню Йорк.

## Биография и творчество
Марлене Щреерувиц е родена в Баден недалеч от Виена в заможно семейство. Баща ѝ е политик и става кмет. Марлене следва право, но прекъсва и започва да изучава славистика и история на изкуството във Виенския университет.
Не завършва следването си, за да се ожени и създаде семейство. Скоро се развежда и това събитие я подтиква към писането, макар през следващите 14 години да не смята да публикува нещо. Създава си име през 1989 г. като автор на радиодрама.
След 1992 г. нейни пиеси се поставят на много австрийски сцени. През 1996 г. излиза първият ѝ роман „Прелъстявания“ (Verführungen), за който получава литературната награда Мара Касенс. В бърза поредица следват романи, пиеси, новели и теоретични съчинения.
Марлене Щреерувиц е феминистично ориентирана и е една от политически ангажираните съвременни немскоезични писателки. С изключинелна острота тя коментира политическите събития в Австрия през 2000 г.
През ноември 2006 г. Щреерувиц открито се обявява срещу постановката на новата пиеса на Елфриде Йелинек „Улрике Мария Стюарт“ в Хамбург. В една сцена Марлене Щреерувиц, както и самата Йелинек, е представена като говореща вагина. В сп. „Шпигел“ Щреерувиц казва: „Като действащ и мислещ субект не желая да бъда свеждана до говорещ полов орган.“